# District de Saint-Léonard
Le district de Saint-Léonard est une ancienne division territoriale française du département de la Haute-Vienne de 1790 à 1795
Il était composé des cantons de Saint Léonard, Chateauneuf, Eymoutier, Nede, Peyrat et Beaulieu, Saint Paul et Sauviat.